# Quadrophenia
Quadrophenia är ett dubbelalbum av den brittiska gruppen The Who, utgivet den 19 oktober 1973 på skivbolaget MCA Records. Albumet är, i likhet med det tidigare albumet Tommy (1969), utformat som en rockopera. Det finns även en filmatisering av rockoperan, se Quadrophenia.
Den här rockoperan handlar om en mod som heter Jimmy med fyra olika personligheter (en för varje medlem i gruppen). En tuffing (Roger Daltrey), en galning (Keith Moon), en romantiker (John Entwistle) och en hycklare (Pete Townshend).

## Låtförteckning
Det här är låtlistan för LP-versionen. CD-versionen bryter för nästa skiva vid samma låt som avslutar skiva ett, "I've Had Enough". 
Samtliga låtar skrivna av Pete Townshend.

### LP 1

#### Sida 1
1. "I Am the Sea" - 2:08
2. "The Real Me" - 3:20
3. "Quadrophenia" - 6:13
4. "Cut My Hair" - 3:44
5. "The Punk and the Godfather" - 5:10

#### Sida 2
1. "I'm One" - 2:37
2. "The Dirty Jobs" - 4:29
3. "Helpless Dancer" - 2:33
4. "Is It in My Head?" - 3:43
5. "I've Had Enough" - 6:14

### LP 2

#### Sida 1
1. "5:15" - 4:59
2. "Sea and Sand" - 5:01
3. "Drowned" - 5:26
4. "Bell Boy" - 4:55

#### Sida 2
1. "Doctor Jimmy" - 8:36
2. "The Rock" - 5:48
3. "Love, Reign o'er Me" - 6:37

## Reaktioner och inflytande
Quadrophenia nådde #2 på U.S Billboard Album Chart (#1 hölls av skivbolagspartnern Elton John med Goodbye Yellow Brick Road) och var den högsta positionen för ett Who album i USA.
År 2000 placerade Q magazine Quadrophenia nummer 56 på listan över de "100 Greatest British Albums Ever". År 2001, kallade TV-kanalen VH1 den för det "86th greatest album of all time". År 2003, rankades albumet nummer 266 på tidskriften Rolling Stones lista över the 500 greatest albums of all time. IGN placerade Quadrophenia som nummer 1 på deras lista över the greatest classic rock albums of all time.

## Listor

### Album
| År   | Lista                | Position |
| ---- | -------------------- | -------- |
| 1973 | Billboard Pop Albums | 2        |
| 1973 | UK Chart Album       | 2        |

### Singlar
| År   | Singel                | Lista                 | Position |
| ---- | --------------------- | --------------------- | -------- |
| 1973 | "Love, Reign O'er Me" | Billboard Pop Singles | 76       |
| 1974 | "The Real Me"         | Billboard Pop Singles | 92       |
| 1973 | "5:15"                | UK Singles Chart      | 20       |
| 1979 | "5:15"                | Billboard Pop Singles | 45       |